# Кара (Дагестан)
Кара́ — село в Лакском районе Дагестана.
Образует сельское поселение село Кара как единственный населённый пункт в его составе.

## Географическое положение
Расположено в Центральном Дагестане , в 13 км к северо-востоку от села Кумух.

## Население
| 1895 | 1926 | 1939 | 1959 | 1970 | 1989 | 2002 |
| ---- | ---- | ---- | ---- | ---- | ---- | ---- |
| 1226 | ↘819 | ↗891 | ↘536 | ↘382 | ↘293 | ↗531 |
| 2010 | 2012 | 2013 | 2014 | 2015 | 2016 | 2017 |
| ↘529 | ↘520 | ↘516 | ↗576 | ↘553 | ↘541 | ↘530 |
| 2018 | 2019 | 2020 | 2021 | 2023 | 2024 | 2025 |
| ↘523 | ↘493 | ↗494 | ↘440 | ↘432 | ↗434 | ↘431 |

В XIX веке, в селе было сильно распространено сифилис.

## Инфраструктура
Инфраструктура слабо развита: школа, сельская администрация, два магазина. Всего домов — 210, из них 123 жилых, и 87 заброшенных. Есть мечеть, открытая в августе 2009 года.